# AfterStep
AfterStep ist ein Fenstermanager, der auf FVWM basiert. Er wurde entwickelt, um das Look and Feel des Betriebssystems NeXTStep nachzuahmen, indem dessen nützliche Merkmale integriert wurden, unter anderem virtuelle Bildschirme und ein docking-Merkmal mit dem Namen „the Wharf“.

## AfterStep und NeXTStep
- NeXTSTEP-ähnliche Titelleiste, Titelschaltflächen, Rahmen und Ecken
- Wharf ist eine sehr gut ausgearbeitete Version von GoodStuff des Fenstermanagers FVWM
- Menü im NeXTSTEP-Design (Fenster sind eine Art Pop-up-Dienst auf dem Hauptfenster)
- Icons im NeXTSTEP-Design (... sind im Programm fest eingebaut, wodurch ein konstantes NeXTSTEP-Aussehen gewährleistet wird)